# Matriarchat (film)
„Matriarchat” (bułg. Матриархат) – bułgarski film fabularny z 1977 roku w reżyserii Ludmiła Kirkowa, oparty na krótkiej powieści Georgiego Miszewa pod tym samym tytułem (zob. Matriarchat).
Akcja filmu rozgrywa się w niewielkiej wsi w połowie lat 70. XX w.  Ganeta (Newena Kokanowa) jest żoną Bożidara, miejscowego karczmarza, który prócz oficjalnego, prowadzi także nielegalny handel. Podczas kontroli wychodzą na jaw nielegalne sposoby zdobywania pieniędzy, Bożidar zostaje skazany i idzie do więzienia. Stanka (Katia Paskalewa) chce przeprowadzić się do miasta, ale ze względu na skomplikowane procedury prawne jest to bardzo utrudnione, poza tym nie potrafi porozumieć się w tej sprawie z mężem (Wełko Kynew), który ciągle jest w drodze. Bona żyje samotnie, ale często zagląda do kieliszka. Baba Jordanka również żyje samotnie, ma pewne problemy zdrowotne. Jej syn przeniósł się do miasta i rzadko zagląda do domu rodzinnego. 
Film przedstawia przemiany społeczne zachodzące na bułgarskiej prowincji lat 70 XX w. W wyniku emigracji zarobkowej mężczyzn do miast, to głównie na barkach kobiet spoczywają obowiązki samodzielnego prowadzenia gospodarstwa domowego czy organizowania życia społecznego na wsi. 
Film otrzymał nagrodę specjalną na Festiwalu Bułgarskich Filmów Fabularnych w 1978 r. w Warnie.

## Obsada
- Newena Kokanowa – Ganeta
- Katja Paskalewa – Tana
- Katja Czukowa – Bona
- Miłka Tujkowa – baba Jordanka
- Emilia Radewa – Żeła
- Georgi Georgijew-Gec – Miłor
- Georgi Rusew – Bojczew
- Georgi Kiszkiłow – Bożidar
- Paweł Poppandow – Kosta Pawłow
- Ewstati Stratew – kontroler
- Wełko Kynew – Stojczo
- Iwan Dżambazow – Petko Petkow
- Iwan Obretenow – baj Georgi Gospodinow
- Iwan Gajdardżijew – weterynarz
- Swetosław Pejew – Petyr
- Lili Enewa – służąca
- Asparuch Syrdżew – handlarz
- Ludmił Kirkow – człowiek stojący przy oknie pociągu